# Francis Adams (escritor)
Francis William Lauderdale Adams (27 de septiembre de 1862-4 de septiembre de 1893) fue un escritor, ensayista, poeta, dramaturgo, novelista y periodista que produjo una gran cantidad de trabajos en su corta vida.

## Primeros años
Adams nació en Malta hijo de Andrew Leith Adams FRS, FGS, un cirujano del ejército, que más tarde se hizo conocido como científico, miembro de la Royal Society y autor de libros de historia natural en diferentes partes del imperio británico  La madre de Francis, Bertha Jane Grundy , se convirtió en una novelista conocida.  Después de su educación en Shrewsbury School , desde 1879 se desempeñó como agregado en París, y luego tomó un puesto de maestro como asistente de maestría en Ventnor en la Isla de Wight durante dos años. 
Adams se unió a la Federación Socialdemócrata en Londres en 1883.

## Australia
En 1884 se casó con Helen Uttley y emigró a Australia, donde comenzó a trabajar como tutor en una estación en Jerilderie , Nueva Gales del Sur , pero pronto se mudó a Sídney y luego a Queensland, dedicándose a la escritura. 
En 1884, Adams publicó un volumen de poemas, y también Henry and Other Tales  (Londres) y una novela autobiográfica Leicester, una autobiografía (1884).  Estos fueron seguidos en 1886 por una colección de ensayos australianos sobre temas como Melbourne, Sídney y el poeta Adam Lindsay Gordon. Esto fue publicado en Melbourne y en Londres.  Durante el período australiano también contribuyó a publicaciones periódicas, incluyendo The Bulletin. 
Adams luego se mudó a Brisbane y publicó Poetical Works (1886, Brisbane), un volumen de más de 150 páginas impresas en columnas dobles.  Su esposa murió al dar a luz a un bebé, Leith, quien también murió.  Adams permaneció en Brisbane hasta la primera parte de 1887 y publicó otra novela, Madeline Brown's Murderer (1887, Sídney). 
Después de una corta estadía en Sídney, Adams se volvió a casar, regresó a Brisbane y permaneció allí hasta el final de 1889 escribiendo líderes para el Correo de Brisbane.  A fines de 1887, Adams publicó su colección de versos más conocida, Songs of the Army of the Night , que creó una sensación en Sídney, y luego pasó por tres ediciones en Londres.  Regresó a Inglaterra a principios de 1890 y publicó dos novelas más: John Webb's End, una historia de Bush Life (1891, Londres) y The Melbournians (1892).  Un volumen de cuentos, Australian Life, siguió en 1892. 
La salud de Adams estaba fallando rápidamente debido a una enfermedad pulmonar incurable.  Pasó el invierno de diciembre de 1892 a febrero de 1893 en Alejandría, terminando un libro que atacaba la ocupación británica de Egipto : el Nuevo Egipto fue liberado después de su muerte en 1893.  Su novela, Un niño de la edad, una reelaboración de Leicester, una autobiografía , fue presentada póstumamente en 1894 por John Lane como el cuarto libro de su serie Keynote.  Describe vívidamente los días de escuela (en "Glastonbury") y las luchas pobres de un aspirante a poeta y erudito, Bertram Leicester, de una manera comprensiblemente salpicada de una melancolía de fin de siglo .  Otras publicaciones póstumas fueron Tiberius , un dramático drama con una introducción de William Michael Rossetti , que presenta una nueva visión del personaje del Emperador y, finalmente, Ensayos en la modernidad en 1899. 

## Suicidio
Adams se quitó la vida en a pensión en Margate, durante una grave hemorragia tubucular que probablemente hubiera sido fatal en cualquier caso.  Durante mucho tiempo había llevado una pistola para este propósito.  Le sobreviven su segunda esposa, Edith Goldstone, quien asistió a su suicidio pero no fue condenada por ningún delito.  Como un "niño de su edad" autoproclamado, Adams combinó en su vida y trabajo muchas características distintivas de la cultura británica de fin de siglo y el nacionalismo radical australiano en la década de 1890, incluida una fuerte simpatía con los movimientos socialistas y feministas. 

## Literatura y política
La energía y el impulso de Adams se pueden ver en su gran producción escrita durante una corta vida.  A menudo escribía rápidamente y hacía pocas revisiones, viviendo como lo hacía con los ingresos inmediatos de su propio trabajo.  Songs of the Army of the Night ha sido reimpreso en muchas ediciones, pero la reputación de estos poemas se deriva de su compromiso con los problemas sociales, en lugar de su valor poético.  Adams simpatizaba profundamente con las razas y los hombres oprimidos.  En un momento en que los trabajadores del London Dock trabajaban por cuatro peniques por hora, él alzó la voz y la retórica de At the West India Docks se hizo eco en todo el movimiento obrero.  Algunos de sus versos provocaron resentimiento en los círculos conservadores, pero Adams percibió, como pocos lo hicieron en esos tiempos, la profundidad de la pobreza y la miseria de gran parte de la nación británica en una época anterior a la introducción del seguro de desempleo y las pensiones de vejez. 
También es importante como escritor de novelas que estuvo en contacto con temas y géneros sociales contemporáneos.  Aunque su trabajo podría ser apresurado y desigual, siempre fue interesante por su tratamiento de temas como el retrato de mujeres en Australia o el nacionalismo, por ejemplo en The Melbournians , un romance de la sociedad que presenta una heroína australiana y una joven australiana democrática. periodista. 
Adams no tenía la intención de ser periodista, pero una vez en Australia, Adams tomó el trabajo rápidamente y fue muy apreciado por sus colegas en Sídney y Brisbane. Era un crítico astuto e inteligente, aunque a veces impetuoso de la literatura y del entorno social y político en que trabajó 

## Trabajos
- Henry and other tales [2] (1884)
- Leicester: An autobiography (1885)

- Australian Essays (1886
- Madeline Brown's Murderer (1887)
- Poetical Works (1887)

- Songs of the Army of the Night (1888)
- John Webb's End: Australian Bush Life (1891)
- Australian Life (1892)
- The Melbournians: A Novel (1892)
- The Australians: A Social Sketch (London: T.Fisher Unwin, 1893)
- A Child of the Age (1894)
- Tiberius: A Drama (1894)

- Essays in Modernity: Criticisms and Dialogues (1899)